# Fanny León Cordero
Fanny León Cordero (Gualaceo, 15 de octubre de 1920 - ?) fue una jurista y poeta ecuatoriana. En 1947 se convirtió en la primera mujer en ocupar el cargo de jueza en la historia de Ecuador.

## Biografía
Realizó los estudios secundarios en el colegio de varones Benigno Malo de Cuenca, convirtiéndose en 1939 en una de las primeras mujeres en graduarse en el mismo. Gracias a sus altas calificaciones, recibió la medalla al mérito "Juan Bautista Vásquez" y una beca por parte de la municipalidad de Cuenca para realizar sus estudios superiores en la Universidad Central del Ecuador. En 1945 se graduó de licenciada en ciencias jurídicas con las mejores notas de su promoción. Posteriormente obtuvo el título de doctora en jurisprudencia.
Alejandro Dávila Cordero, en ese entonces juez de la Corte Suprema de Justicia, le propuso el cargo de jueza del cantón Salcedo y León Cordero aceptó, por lo que el 17 de agosto de 1947 se convirtió en la primera jueza en la historia de Ecuador. Ocupó el cargo durante 31 años, siempre poniendo énfasis en causas que afectaban a los más desprotegidos.
Fanny León Cordero se casó con Anfonso Jara Moral.
En marzo de 2003 fue condecorada por su trayectoria por el presidente de la Corte Suprema de Justicia, Armando Bermeo.
En el ámbito literario destacó en la poesía. También formó parte de la Asociación de Escritoras Contemporáneas del Ecuador, que posteriormente bautizó con su nombre a su concurso anual de poesía. En marzo de 2004 recibió el galardón Valdivia por su trayectoria literaria, entregado por organizaciones femeninas del país, entre ellas la Comisión de la Mujer, el Niño y la Familia del Congreso Nacional.
En 2009 fue condecorada durante las celebraciones por los 90 años de cantonización de Salcedo.